# Desa Nagrak (administrativ by i Indonesien, lat -6,71, long 107,97)
Desa Nagrak är en administrativ by i Indonesien.   Den ligger i provinsen Jawa Barat, i den västra delen av landet, 140 km öster om huvudstaden Jakarta.